# 澤井英一
澤井 英一（さわい えいいち、1949年3月11日 - ）は、日本の建設・国土交通官僚。長崎県副知事や、国土交通省総合政策局長、内閣官房都市再生本部事務局長、日本下水道事業団理事長等を歴任した。瑞宝重光章受章。

## 人物・経歴
1971年 東京大学法学部卒業。建設省入省。1998年 長崎県副知事。2001年 国土交通省大臣官房総括審議官。同年 国土交通省都市・地域整備局長。2003年国土交通省総合政策局長。2004年内閣官房都市再生本部事務局長。2006年内閣官房都市再生本部事務局長兼中心市街地活性化本部事務局長。2007年日本下水道事業団副理事長。2008年日本下水道事業団理事長。2009年三井不動産顧問。同年三井不動産専務執行役員企画調査部関係業務担当。2013年三井不動産顧問。令和元年春の叙勲で瑞宝重光章受章。